# دانغن وانغوم
دانغن وانغوم أو دانغن هو المؤسس الأسطوري لغوجوسون أول مملكة كورية والتي تقع على أراضي شبه جزيرة كوريا ومنشوريا ولياونينغ. تقول الأسطورة أن دانغن وانغوم هو «حفيد السماء» وأنه أسس مملكته في سنة 2333 قبل الميلاد. أقدم نسخة مسجلة من أسطورة دانغن تعود للقرن الثالث عشر في كتاب سامغك يسا (تذكارات الممالك الثلاث) والذي يستشهد بكتاب وي الصيني وكتاب غوغي (古記) الكوري الضائع.

## الأسطورة
تبدأ الأسطورة بجد دانغن وانغوم وهو هوانن (환인 | 桓因 | «سيد السماء») كان لهوانن ابن يسمى هواننغ والذي تاق للعيش على الأرض بين الأودية والجبال. سمح هوانن لابنه هواننغ وثلاثة آلاف تابع أن يعيشوا على الأرض وأن ينزلوا على جبل بايكدو، وهو المكان الذي أنشأ هواننغ مدينة شنشي (신시 | 神市 | «مدينة الإله»). جنباً إلى جنب مع وزرائه من السحاب والمطر والرياح وضع القوانين والآداب وعلمها للبشر بالإضافة لتعليمهم الفن والطب والزراعة. تنسب الأسطورة أيضاً الوخز بالإبر والكي إلى دانغن وانغوم.
دب ونمر دعوا هواننغ أن يحولهم لبشر. عندما سمع هواننغ دعوتيهما أعطاهم عشرين فصاً من الثوم وحزمة الشيح، وأمرهم بأكل هذا الطعام المقدس والبقاء بعيداً عن أشعة الشمس لمئة يوم. استسلم النمر بعد عشرين يوم لكن الدب تحمل وتحول إلى امرأة. أحد التفاسير تقول أن الدب والنمر يمثلان قبيلتين أرادتا كسب محبة الأمير السماوي.
المرأة الدب (أنغنيو | 웅녀 | 熊女) كانت ممتنة وقدمت أضحيات لهواننغ، لكنها افتقد الزوج وأصبح حزينة وصلت ذات مرة حت شجرة «[[شندانسو" (신단수 | 神檀樹 | "البتيولا الإلهية») لترزق بطفل. تحركت مشاعر هواننغ واتخذها زوجة له ثم حملت ورزقت بابن سمي دانغن وانغوم.

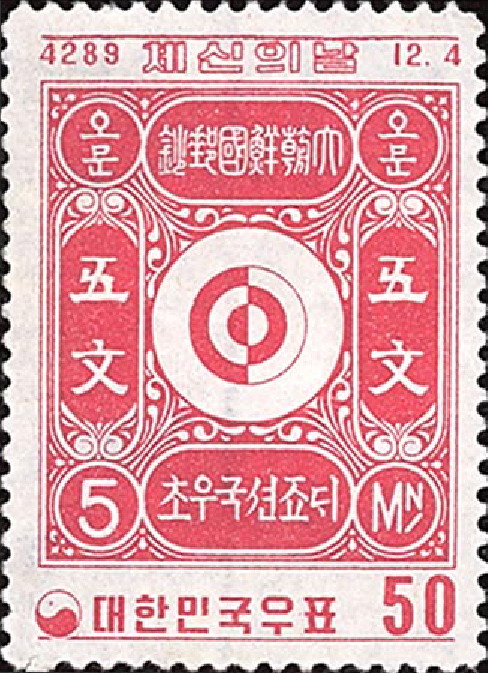
طابع بريدي كوري جنوبي من سنة 1956 (دانغي 4289).

صعد دانغن للعرش، وبنى مدينة آسادال المسورة بالقرب من بيونغيانغ (الموقع مختلف عليه) وسمى مملكته جوسون - يشار لها باسم جوسون القديمة في أيامنا (غوجوسون). بعد ذلك نقل عاصمته إلى آسادال على جبل بايغاك (أو جبل غنغهول).

### التأريخ
بداية حكم الإمبراطور دانغن تبدأ عادة من سنة 2333 قبل الميلاد، وهذا بناء على وصف دونغك تونغام (1485) بأنه عاصر السنة الأربعين من حكم الإمبراطور ياو الصيني الأسطوري. المصادر الأخرى تختلف بين بعضها البعض ولكنها تتفق على أنه كان في عصر الإمبراطور ياو (يؤرخ بين 2357 قبل الميلاد إلى 2256 قبل الميلاد). كتاب تذكارات الممالك الثلاث يقول أن دانغن تولى الحكم في السنة الخمسين من حكم الإمبراطور ياو، ولكن سجلات الملك سيجونغ تقول في السنة الأولى، وسجلات دونغك تونغام تقول السنة الخامسة والعشرين.
حتى سنة 1961، طريقة الترقيم الرسمية في كوريا الجنوبية سميت دانغي (단기 | 檀紀) والتي تبدأ من سنة 2333 قبل الميلاد. دايجونغيو يعتبر الثالث من أكتوبر غايتشونجول (개천절 | 開天節 | مهرجان افتتاح السماء). هذا اليوم هو يوم إجازة وطنية في التقويم الغريغوري، ويسمى يوم التأسيس الوطني.
في كوريا الشمالية فإن تاريخ دانغن يعود لأوائل القرن الثلاثين قبل الميلاد.
15 مارس في سنة 4340 في عصر دانغن هو يوم مراسم وتشونجول (어천절 | 御天節) وهو اليوم الذي عاد فيه المؤسس الأسطوري دانغن إلى السماء، تاركاً تقليداً تناقلته الأجيال دون انقطاع.

## الظهور
أقدم نسخة مسجلة من أسطورة دانغن تعود للقرن الثالث عشر في كتاب تذكارات الممالك الثلاث والذي يستشهد بكتاب وي الصيني وكتاب غوغي (古記) الكوري الضائع. هذا الكتاب هو أفضل نسخة مدروسة، ولكن نسخاً أخرى من الأسطورة مسجلة في جيوانغ أنغي على يد العالم إي سنغ هيو (이승휴 | 李承休 | ولد في 1224 ومات في 1300) من غوريو، بالإضافة إلى أنغجي سجو وسجلات الملك سيجونغ من أوائل عصر سلالة جوسون.
ينظر العلماء اليوم إلى الأسطورة على أنها انعكاس لعبادة الشمس والطوطمية المنتشرة في أساطير شمال شرق آسيا. يوجد الدب عادة في أساطير منشوريا والشرق الأقصى الروسي. لذلك ربما لمحت الأسطورة إلى العلاقة بين القبائل التي عبدت الشمس والدب والنمر. وبإعادة تفسير الأسطورة فإنها تصبح:
«في وقت قريب من عهد الإمبراطور ياو في الصين، أصبحت إحدى القبائل التي تعبد الشمس قوية وأخذت في الاندماج بالقبائل الكورية الأخرى وإنشاء كونفدراليات قبلية. إحدى المجموعات التي عبدت الدب كطوطمها دخلت في هذا الاتحاد. مجموعة أخرى عبدت النمر أبعدت من هذا الاتحاد. من اتحاد قبيلة الشمس (في الأسطورة، شنشي) وقبيلة الدب، ولد دانغن وانغوم، والذي أسس مملكة سماها جوسون فيما بعد. أحفاد دانغن وانغوم حكموا جوسون حتى تمرد ومان، أو حتى مجيء غجا عند البعض».
من المسلم بين المؤرخين في وقتنا الحالي أنه في عهد دانغن، كان بالإمكان وضع أحد في منصب حفيد السماء، ولذلك فإن منصبه كرئيس للكونفدرالية كان قوياً. كما توضح القصة أيضاً أهمية المعرفة بالطقس بالنسبة للزراعة لسكان كوريا في الماضي.

### في الشامانية
خلال عصر غوريو الأخير، لعبت أسطورة دانغن وانغوم دوراً مهماً في الوحدة الوطنية وتجييش المقاومة الشعبية ضد الغزاة الأجانب. غوشندو (고신도 | 古神道) هي نسخة من الشامانية الكورية التي اعتبرت دانغن إلهاً، وكان لها عدد من الأتباع ولكنها اختفت في نحو القرن الخامس عشر.
في نهاية القرن التاسع عشر وبدايات القرن العشرين، مع زيادة دعاة القومية الكورية نتيجة تجدد الغزوات الأجنبية وبداية الحكم الاستعماري في سنة 1910 إلى 1945، جددت حركة دايجونغيو (대종교 | 大宗敎). قيدت الحركة على يد نا تشول (1864 ~ 1916) ولكنها لم تستطع الصمود ضد القمع الاستعماري (دايجونغيو (1999) / دانغن نسخة محفوظة 6 مايو 2017 على موقع واي باك مشين.) لأنها كانت تتعارض مع السياسة الإمبريالية الثقافية اليابانية. بعد تحرر كوريا أعيدت حركة دايجونغيو لكنها ما تزال ديناً صغيراً.
في وقتنا الحالي يعبد دانغن كإله من قبل أتباع تشوندوغيو، ودايجونغيو.

### في التايكوندو
دانغن هو النمط الثاني أو هيونغ في الاتحاد الدولي للتايكواندو في فن التايكوندو الكوري. يتعلم الطلاب أن هيونغ يرمز إلى «المؤسس الأسطوري المقدس لكوريا في سنة 2333 قبل الميلاد» وعلى غير عادة الأنماط الأخرى فإن اللكمات تكون في القسم الأعلى (على مستوى العين) وترمز لدانغن الذي يتسلق الجبال.

## ضريح دانغن
وفقاً لجمهورية كوريا الشمالية، فإن ضريح دانغن هو موقع مقبرة لدانغن الأسطوري. يحتل الموقع مساحة 1.8 كم مربع (70 ميل مربع) على منحدر جبل تايبايك في كانغدونغ. للمقبرة شكل يشبه الهرم بارتفاع 22 متر (72 قدم) و 50 متراً (164 قدم) من الجوانب. العديد من المؤرخين والمراقبين من خارج كوريا الشمالية بما فيهم الكوريون الجنوبيون يرون للموقع بأنه مثير للشك.

## قراءة خارجية
- أكاديمية جمهورية كوريا الديمقراطية الشعبية للعلوم الاجتماعية، «دانغن الملك المؤسس لكوريا» نسخة محفوظة 3 أبريل 2015 على موقع واي باك مشين.، دار النشر باللغات الاجنبية، سوفت كوفر، 168 صفحة.

## وصلات خارجية
- أسطورة تانغن.
- أسطورة كوريا: تانغن.
- قصص وأساطير كورية: تانغن والد أمتنا.

| سبقه لا أحد | حكام غوجوسون من 2333 قبل الميلاد إلى 2240 قبل الميلاد | تبعه الملك برو |